# Кирил Владимирович
Кирил Владимирович (рус. Кирилл Владимирович; Царско Село, Руска Империја, 30. септембар 1876 — Париз, Француска, 12. октобар 1938) био је старјешина Руског императорског дома у изгнанству.
Био је најстарији син великог кнеза Владимира Александровича и њемачке принцезе Марије Александрине од Мекленбург-Шверина. Године 1924, у изгнанству, прогласио се за императора сверуског под именом Кирил I.

## Биографија
Кирил Владимирович је рођен 30. септембра 1876. у браку великог кнеза Владимира Александровича и велике кнегиње Марије Павловне (рођ. Александрине од Мекленбург-Шверина). Од рођења је имао титулу великог кнеза.
Завршио је Поморски кадетски корпус и Николајевску поморску академију. Од 1. јануара 1904. био је начелник војно-поморског одјела штаба команданта флоте на Тихом океану, вицеадмирала Макарова. С њим се налазио у тренутку његове смрти, 31. марта 1904, када је експлодирао командни брод „Петропавловск”. Иако је био тешко повријеђен, велики кнез је остао жив. Награђен је Златним оружјем „За храброст”.
Од 1905. до 1909. био је у породичном сукобу с императором Николајем II Александровичем. Сукоб је настао када се велики кнез Кирил Владимирович оженио без царевог одобрења. Ступио је у брак с Викторијом Мелитом која је била разведена од рођеног брата руске императорке Александре Фјодоровне, Ернста Лудвига. На крају је њихов брак био признат.
Од 1909. до 1912. служио је на крстарици „Олег”, где је 1912. постао командант. Од 1913. налазио се у Гардијској посади, а од 1914, уз почетак Првог свјетског рата, служио је при штабу врховног команданта. Од 1915. био је командант Гардијске посаде.

## Револуција
Градоначелник Петрограда Александар Балк је тврдио да је још 27. фебруара велики кнез Кирил Владимирович предлагао војном министру, генералу Бељајеву, и команданту Петроградског војног округа, генералу Хабалову, да своју гардијску посаду стави на располагање у борби против побуне. Када његови предлози нису били прихваћени, он је заједно с ујаком, великим кнезом Павлом Александровичем, разрадио план који је предвиђао очување монархије под Николајем II Александровичем, путем посебних уступака умјереном крилу револуционара. Када је апел Привремене владе од 28. фебруара 1917. године потврдио чврстину самодржавља, велики кнез је 1. марта отишао у Тауријски дворац, да би своју гардијску посаду ставио на располагање Државној думи. Истовремено, а заједно са великим кнезом Павлом Александровичем, он је учествовао у припреми нацрта манифеста, који су они жељели да уруче на потпис императору Николају II Александровичу.
С друге стране, према казивању неких савременика, велики кнез Кирил Владимирович је након Фебруарске револуције (1917) прешао на страну револуције.
Дана 8. марта 1917. године Привремена влада је издала наређење за хапшење бившег императора Николаја II Александровича и његове породице. Кирил Владимирович је одмах поднио оставку. Ускоро је он нелегално отишао за Финску, која је тада још била у саставу Руске Империје, гдје се родио његов син Владимир Кирилович, који је након смрти оца наслиједио право на престо и старјешинство у династији Романов.
У периоду Руског грађанског рата (1917—1922) Кирил Владимирович је тражио могуће начине ка обнови монархије. Ради тога, он се сусрео с генералом Манергејмом, слао је свог представника ка Јуденичу, и водио је преговоре с неким њемачким генералима. Схвативши да је Бијела гарда осуђена на пораз, напустио је идеју оружаног отпора. Ускоро је морао да емигрира у Швајцарску.
Кирил Владимирович је преминуо 12. октобра 1938. године у једној клиници у Паризу. Узрок смрти је био болест ногу — посљедица рана које је задобио при потапању брода Петропавловск. Заједно са својом супругом, Викторијом Фјодоровном (рођеном британском, ирском и саксонско-кобуршко-готском принцезом Викторијом Мелитом), био је сахрањен у Кобургу, у Њемачкој, у породичној гробници војвода саксонско-кобуршко-готских. Дана 7. марта 1995. године њихови посмртни остаци су били пренесени у Великокнежевску крипту Петропавловске катедрале у Санкт Петербургу.

## Императорски дом
Након абдикације императора Николаја II Александровича и цесаревића Алексеја Николајевича, дана 2. марта 1917, право на престо је прешло ка императоровом брату великом кнезу Михаилу Александровичу. Велики кнез је манифестом од 3. марта 1917. године одложио преузимање власти до коначне одлуке Уставотворне скупштине о облику државног уређења. Дана 1. септембра 1917, још прије сазива Уставотворне скупштине, предсједник Привремене владе Александар Керенски је прогласио републику. Тиме је окончана руска монархија и завршена 300-годишња владавина Романова.
Године 1918. било је пресјечено све мушко потомство императора Александра III Александровича. У складу с правилима насљеђивања престола, право насљедства је прешло на другог сина императора Александра II Николајевича — великог кнеза Владимира Александровича (1847—1909). Његов најстарији син је био велики кнез Кирил Владимирович који се 1922. године прогласио за чувара престола, а манифестом од 31. августа 1924. прогласио се за императора сверуског у изгнанству. Након смрти Кирила Владимировича (1938) нови династички старјешина је постао његов син јединац — велики кнез Владимир Кирилович. Он је одлучио да не узима титулу императора све до обнове монархије.

## Породица

### Родитељи
| име                          | слика | датум рођења    | датум смрти        |
| ---------------------------- | ----- | --------------- | ------------------ |
| Владимир Александрович       |       | 22. април 1847. | 17. фебруар 1909.  |
| Марија од Мекленбург-Шверина |       | 14. мај 1854.   | 6. септембар 1920. |

### Супружник
| име                  | слика | датум рођења       | датум смрти   |
| -------------------- | ----- | ------------------ | ------------- |
| Викторија Фјодоровна |       | 25. новембар 1876. | 2. март 1936. |

### Дјеца
| име                | слика | датум рођења     | датум смрти        | супружник                  |
| ------------------ | ----- | ---------------- | ------------------ | -------------------------- |
| Марија Кириловна   |       | 2. фебруар 1907. | 25. октобар 1951.  | Карл од Лајнингена         |
| Кира Кириловна     |       | 9. мај 1909.     | 8. септембар 1967. | Лудвиг Фердинанд од Пруске |
| Владимир Кирилович |       | 30. август 1917. | 21. април 1992.    | Леонида Георгијевна        |